# Лив.52
Лив.52 (Liv.52) — средство, позиционируемое производителем в качестве «лечебно-профилактического» для применения при гепатитах, алкогольной болезни печени и для профилактики. По некоторым данным, считается неэффективным и опасным, усугубляющим синдромы и приводящим к печёночной недостаточности. В результате исследований, которые показали повышенную смертность больных алкогольным гепатитом, принимавших Лив.52, в сравнении с больными, принимавшими плацебо, препарат был запрещён к продажам в США. В отдельных странах Лив.52 зарегистрирован в группе гепатопротекторных средств растительного происхождения. Производится с 1955 года индийской фирмой Himalaya Drug Company (Хималайя Драг Ко). Выпускается в виде таблеток «Лив.52» и капель «Лив.52 К».

## Состав
Таблетки «Лив.52» содержат корни каперсов колючих, семена цикория обыкновенного и кассии западной, целые растения паслёна чёрного и тамарикса галльского, траву тысячелистника обыкновенного, которые обработаны над паром водного экстракта из разных других растений, а также вспомогательные вещества. Капли «Лив.52 К» содержат экстракт из компонентов, входящих в таблетки, и вспомогательные вещества. Кроме того, таблетки содержат оксид железа(III).

## Утверждения производителя
В инструкции к препарату производитель утверждает, что Лив.52 нормализует белковосинтетическую функцию печени, стимулирует восстановление клеток печени, оказывает желчегонное действие, предохраняет печень от воздействия токсичных веществ (алкоголь, лекарственные препараты и т. д.), способствует улучшению процесса пищеварения.
Согласно публикации производителя продукта, на протяжении 30 лет было проведено около 50 клинических исследований Лив.52, из которых лишь 3 работы 1970-х годов являлись двойными слепыми плацебо-контролируемыми исследованиями. Согласно анализу, выполненному исполнительным директором и сотрудником производителя, данные исследования должны свидетельствовать об эффективности применения Лив.52 в лечении гепатита.

## Исследования эффективности
При лечении острого вирусного гепатита, по данным индийского клинического исследования 1976 года, «Лив.52» не привёл к сокращению сроков излечения, хотя были отмечены падение уровня билирубина в крови и меньшая потеря веса, по сравнению с контрольной группой. При лечении алкогольного гепатита препарат не показал никакой эффективности по сравнению с плацебо (Шри-Ланка, 2003). В этих исследованиях не было отмечено токсических эффектов.